# Джердапское водохранилище
Джердапское водохранилище (серб. Ђердапско језеро/Đerdapsko jezero, рум. Lacului de acumulare Porţile de Fier) — водохранилище в Сербии и Румынии на реке Дунай. Расположено в ущелье Железные Ворота.
Образовано в 1972 году, когда Югославия и Румыния построили гидроэлектростанцию Джердап I. На берегу находится Национальный парк Джердап.
Длина более 100 километров, а ширина в самом широком месте достигает 8 километров. Максимальная глубина — 100 метров. Площадь 253 км², из которых 163 км² на сербской, и 90 км² на румынской стороне. Джердап является четвёртым по площади водоёмом на Балканах и крупнейшим в Сербии.